# Цветан Узунов
Вижте пояснителната страница за други личности с името Узунов.
Цветан Узунов е български художник (сценограф, илюстратор, акварелист, график).

## Биография
Цветан Узунов е графити артист и художник, който експериментира в различни стилове и посоки вече над 24 години. Завършва сценография, а по-късно и графичен дизайн в пловдивската академия АМТИИ. Учи и в академия за уметности в Нови Сад, Сърбия. 

### Изложби
По-важни изложби са:
Това, което ще покаже с творбите си, е малка част от новата му страст, наречена „сакрална калиграфия” пърформанс, арт инсталации, фотография и интериорен дизайн.
Той е художник занимаващ се с монументална живопис, дизайн,фотография и калиграфия. Завършил е Сценография бакалавърска степен в АМТИИ, учил е анимация, фотография и скулптора в Нови Сад Сърбия, и е завършил магистратура Графичен Дизайн в АМТИИ Негови картини и графити може да се срещнат от Мардин -Турция до Азорските острови-Португалия. Участва в редица изложби в Европа и страната. От 8 години е завладян от изкуството-калиграфия и активно работи в тази област. Той е един от пионерите на модерната калиграфия в страната. Обхванал е доста широк спектър от познанията и дейностите в света на изкуството и продължава да се развива в различни области от него. Има познания в областта на модата и дрехите, както и собствена марка тениски SUNGRIN. За себе си казва: Обичам да творя, обичам да експериментирам във всяка област на изобразителното изкуство.
Красиви графити украсяват подлеза на гимназия „Пейо К. Яворов”. Творенията са дело на младия български художник Цветан Узунов. Първата му обща изложба през 2009 г., която прави с двама приятели под името  „Разпилени мисли „ се състои само от експериментални фотографии. Следват редица изложби “Face to face “ съвместен проект с група Оратница 2010 г. Изложбата “Jazz time“ с групата “Acoustic Soul” 2010 г. и последвана от втора част “Jazz time vol.2“ през 2011 г.
В началото на 2012 г. участва в съвместния проект с двамата виртуозни музиканти  - Мария Каракушева и Момчил Атанасов „Clasic in the Jazz “.  Граити на Цветан красят и други публични пространства в Пловдив като Драматичния театър например.
Идеята за красотата в пловдивския подлез е на младежите от организацията „Подлезно” и е съвместен проект с читалище "Георги Търнев" и фондация "Пловдив 2019".

### Образование
09.2017 г. – 06.2018 г.
Графичен Дизайн – Магистърска степен.
Академия за музикално, танцово и изобразително изкуство -”Проф. Асен Диамандиев” - Пловдив АМТИИ.
Обхваща два семестъра на период на обучение, което включва основни курсове по задължителните практически дисциплини: Графичен дизайн, Шрифт, Компютърни програми, Обща и приложна фотография.
В магистърска програма се изучават дисциплините: Цветознание и визуална комуникация, Хералдика и визуализация на символите, Илюстрация.
02.2008г.- 07.2008 г. Академия за уметности гр.Нови Сад,  Сърбия.
Изучаване на анимация, фотография и скулптура.